# Musée d'Orsay
Het Musée d'Orsay in Parijs is een kunstmuseum dat de geschiedenis van de westerse kunst tussen 1848 en 1914 bestrijkt, met een sterk accent op de 19e-eeuwse Franse kunst. Het museum bezit een vermaarde verzameling impressionistische werken. Ook herbergt het museum beeldhouwkunst en toegepaste kunst. Het museum maakt deel uit van de Réunion des musées nationaux et du Grand Palais des Champs-Élysées.

## Geschiedenis
Het museum werd op 9 december 1986 geopend in het voormalige treinstation Gare d'Orsay. De Italiaanse architecte Gae Aulenti had de supervisie over de verbouwing, die duurde van 1980 tot 1986. Voor de inrichting van het museum werden kunstwerken uit het Louvre, het opgeheven Musée du Jeu de Paume (nu Galerie nationale du Jeu de Paume) en het Musée National d'Art Moderne in het Centre Georges Pompidou bij elkaar gebracht.
Vroeger was Gare d'Orsay het kopstation van meerdere spoorlijnverbindingen met het zuiden van Frankrijk. Tegenwoordig ligt op deze locatie ondergronds een station met vier sporen voor de RER C-treinen, het Station Musée d'Orsay.

## Collectie
Impressionistische kunstschilders zijn ruim vertegenwoordigd, zoals Édouard Manet, Frédéric Bazille, Claude Monet, Renoir, Edgar Degas, Alfred Sisley, Georges Seurat, Paul Gauguin, Vincent van Gogh, Henri de Toulouse-Lautrec, Paul Cézanne en Henri Rousseau.
Er is ook beeldhouwkunst te zien van het neoclassicisme, realisme, eclecticisme, symbolisme en primitivisme.

### Rodin
Er zijn diverse beeldhouwwerken van Auguste Rodin onder andere:
- Buste de Madame Vicuna, 1917, brons
- Buste d'Aimé-Jules Dalou, 1917, brons
- l'Âge d'airain, 1877, brons
- Buste de Jean-Paul Laurens, 1917, brons
- La Pensée (portrait de Camille Claudel), 1886-1889, marmer
- Fugit amor, circa 1881, brons
- Monument à Balzac, 1897, gips
- l'homme qui marche, 1905, brons
- Porte de l'Enfer, 1880-1917, haut-reliëf, gips

### Schilderijen van enkele belangrijke kunstschilders
- Frédéric Bazille – 6 schilderijen waaronder Familiereünie, De roze jurk en Het atelier in de rue de la Condamine
- Cecilia Beaux – Sita and Sarita (Jeune Fille au Chat)
- Pierre Bonnard – 60 schilderijen inclusief The Chequered Blouse
- Eugène Boudin – 33 schilderijen inclusief Trouville Beach
- William Bouguereau – The Birth of Venus
- Carolus-Duran – 22 schilderijen waaronder De dame met de handschoen
- Alexandre Cabanel – De geboorte van Venus, The Death of Francesca da Rimini and Paolo Malatesta
- Gustave Caillebotte – 7 schilderijen inclusief Les raboteurs de parquet
- Mary Cassatt – 1 schilderij
- Paul Cézanne – 56 schilderijen
- Théodore Chassériau – 5 schilderijen (hoofdzakelijk in het Louvre)
- Gustave Courbet – 48 schilderijen inclusief The Artist's Studio, A Burial at Ornans, Young Man Sitting, L'Origine du monde
- Jean-Baptiste Camille Corot – 32 schilderijen (hoofdzakelijk in het Louvre) inclusief A Morning. The Dance of the Nymphs
- Henri-Edmond Cross – 10 schilderijen inclusief The Cypresses in Cagnes
- Honoré Daumier – 8 schilderijen
- Edgar Degas – 43 schilderijen inclusief The Parade, bekend als Race Horses in front of the Tribunes, The Bellelli Family, The Tub, Portrait of Edouard Manet, Portraits, At the Stock Exchange, De absintdrinkster
- Eugène Delacroix – 5 schilderijen (hoofdzakelijk in het Louvre)
- Maurice Denis – Portrait of the Artist Aged Eighteen, Princess Maleine's Minuet or Marthe Playing the Piano, The Green Trees or Beech Trees in Kerduel, October Night (panel for the decoration of a girl's room)
- André Derain – Charing Cross Bridge, ook bekend als Westminster Bridge
- Édouard Detaille – The Dream
- Paul Gauguin – 24 schilderijen inclusief Tahitiaanse vrouwen op het strand
- Jean-Léon Gérôme – Portrait of the baroness Nathaniel de Rothschild, Reception of Condé in Versailles, La Comtesse de Keller
- Armand Guillaumin – 44 schilderijen
- Ferdinand Hodler – Der Holzfäller (The Woodcutter)
- Jean Auguste Dominique Ingres – 4 schilderijen (hoofdzakelijk in het Louvre)
- Eugène Jansson – Proletarian Lodgings
- Johan Barthold Jongkind – 9 schilderijen
- Gustav Klimt – 1 schilderij
- Édouard Manet – 34 schilderijen waaronder Lola de Valence, Le déjeuner sur l'herbe, Olympia, De fluitspeler en Het balkon
- Jean-François Millet – 27 schilderijen waaronder Arenleessters en Het angelus
- James McNeill Whistler – 3 schilderijen inclusief Arrangement in Grey and Black: The Artist's Mother, bekend als Whistler's Mother
- Piet Mondriaan – 2 schilderijen
- Claude Monet – 86 schilderijen (gedeeltelijk in het Musée Marmottan Monet) waaronder Vrouwen in de tuin, Régates à Argenteuil, Coquelicots, Hôtel des Roches Noires. Trouville, Le déjeuner, De brug bij Argenteuil, De Rue Montorgueil in Parijs. Feestdag op 30 juni 1878, Camille op haar sterfbed, Vrouw met parasol, Kathedraal van Rouen, Londres, le Parlement, en Blue Water Lilies
- Gustave Moreau – 8 schilderijen
- Berthe Morisot – 9 schilderijen
- Edvard Munch – 1 schilderij
- Camille Pissarro – 46 schilderijen inclusief White Frost
- Pierre Puvis de Chavannes – Young Girls by the Seaside, The Young Mother also known as Charity, View on the Château de Versailles and the Orangerie
- Odilon Redon – 106 schilderijen inclusief Caliban
- Pierre-Auguste Renoir – 81 schilderijen waaronder Bal du moulin de la Galette en De schommel
- Henri Rousseau – 3 schilderijen
- Théo van Rysselberghe – 6 schilderijen
- Paul Sérusier – The Talisman, the Aven River at the Bois d'Amour
- Georges Seurat – 19 schilderijen inclusief Het circus
- Paul Signac – 16 schilderijen inclusief Women at the Well
- Alfred Sisley – 46 schilderijen waaronder De overstroming bij Port Marly
- Henri de Toulouse-Lautrec – 18 schilderijen
- Vincent van Gogh – 24 schilderijen inclusief Zelfportret,The Siesta, The Church at Auvers, View from the Chevet, The Italian Woman, Sterrennacht boven de Rhône, Portret van Dr. Gachet, De slaapkamer
- Félix Vallotton – Misia at Her Dressing Table
- Edouard Vuillard – 70 schilderijen

## Bekende werken in het Musée d'Orsay

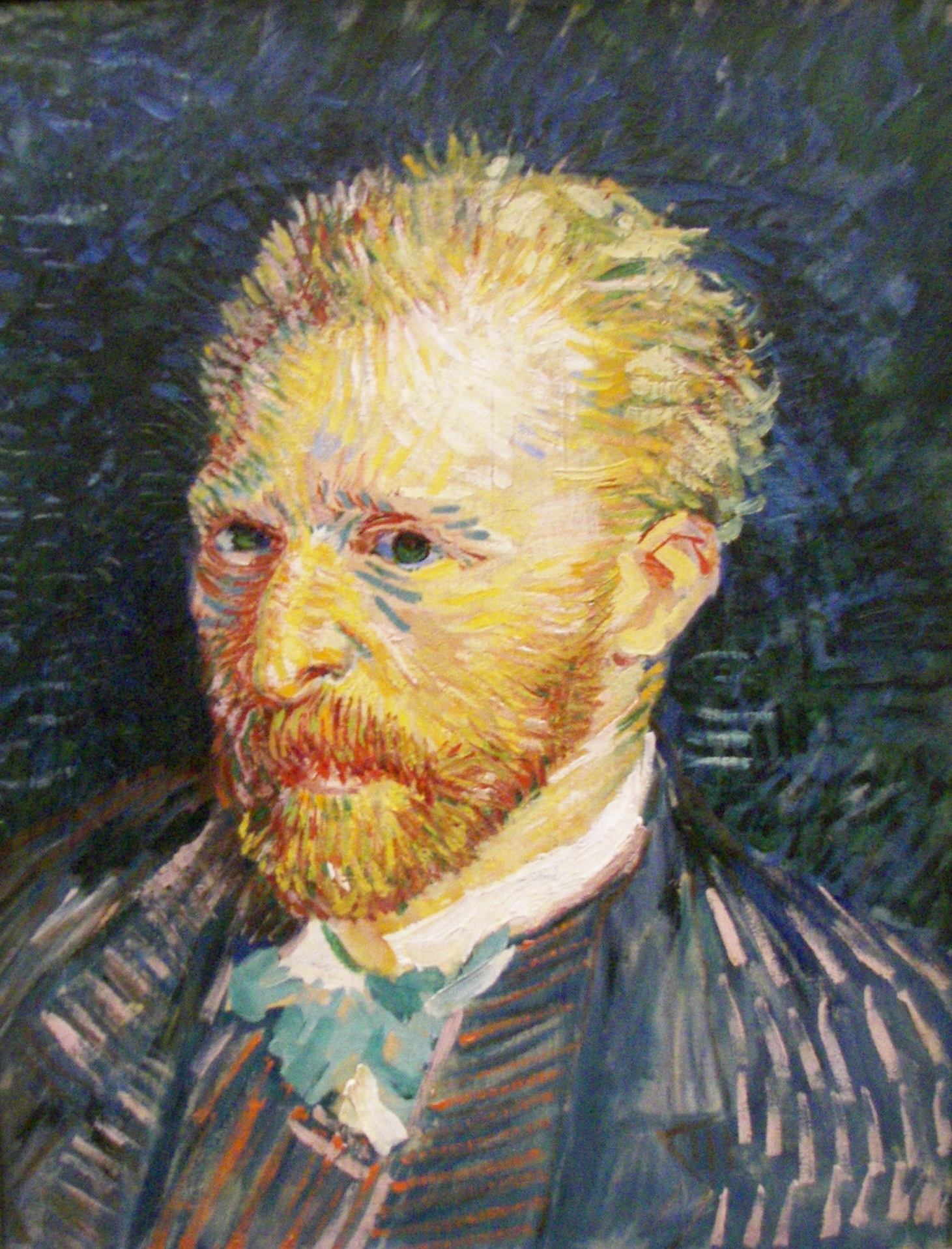
Zelfportret 1887 Vincent van Gogh
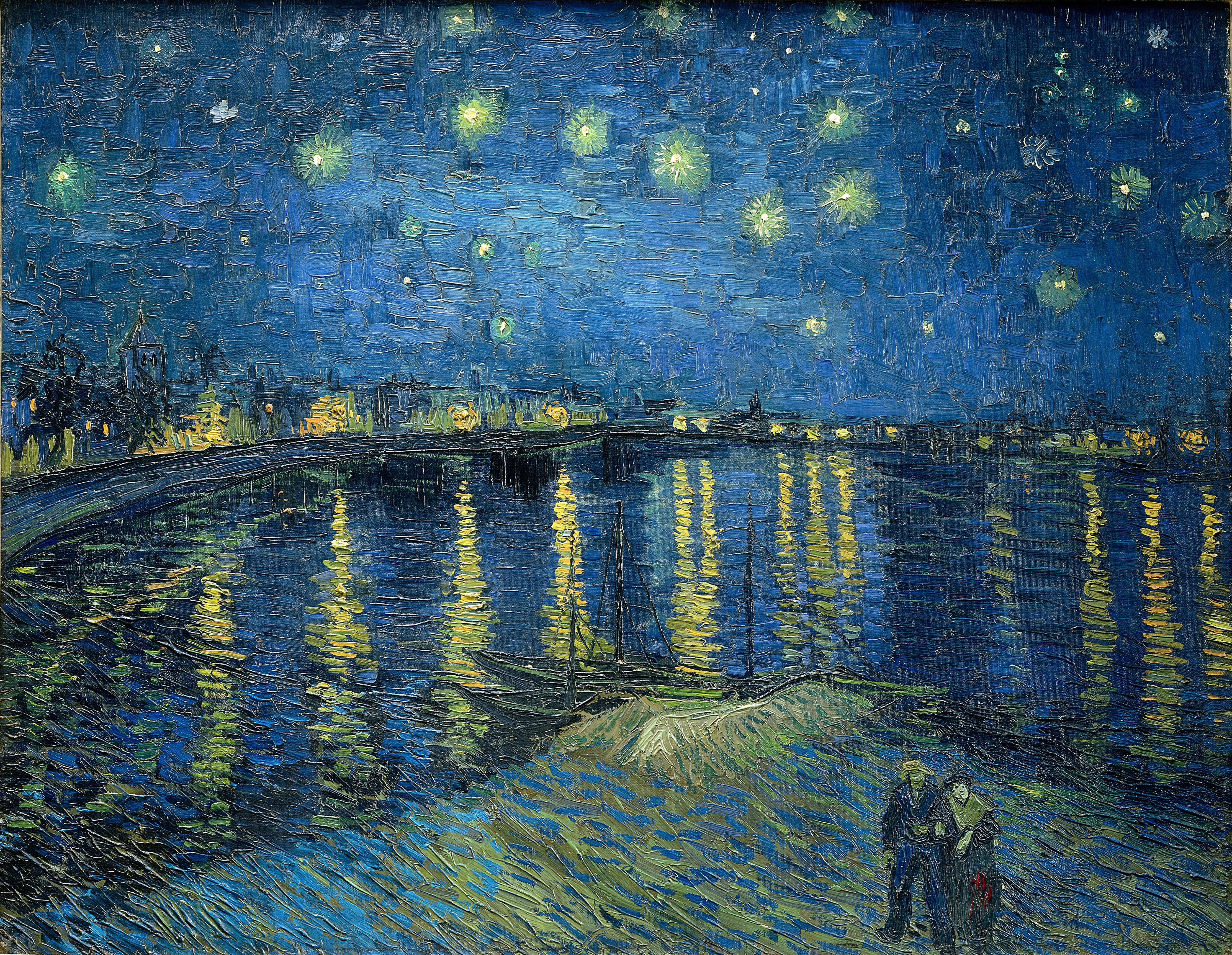
Sterrennacht boven de Rhône september 1888, Arles Vincent van Gogh
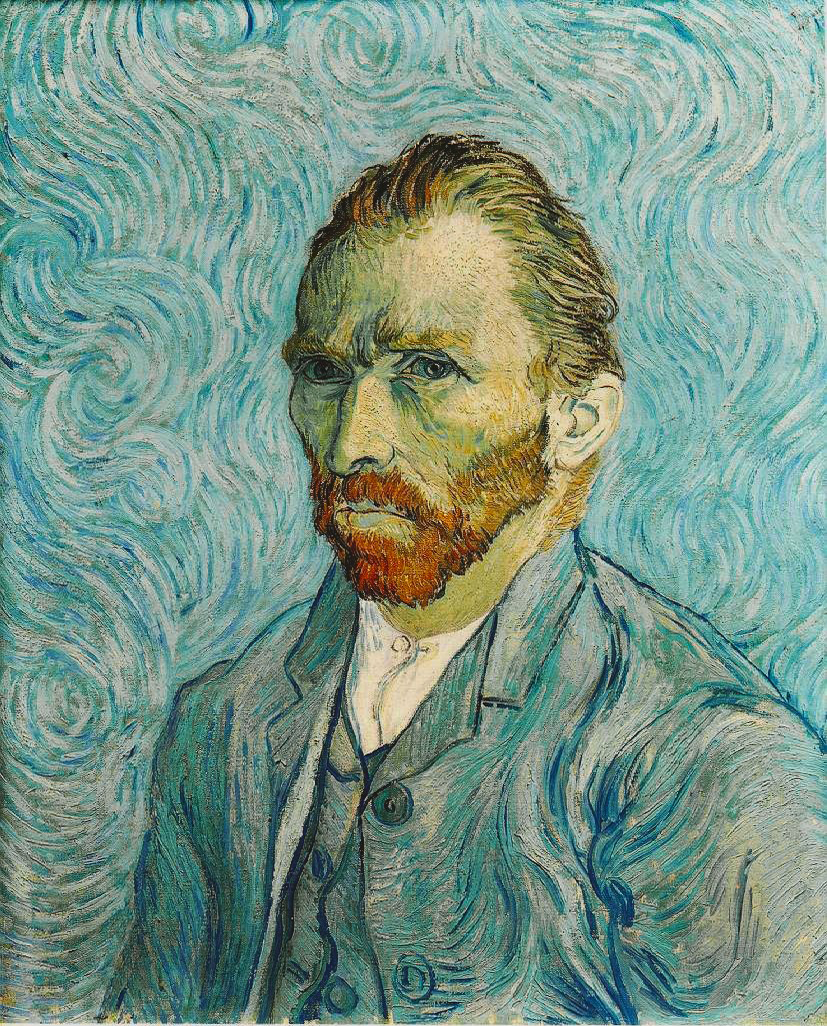
Zelfportret 1889 Vincent van Gogh
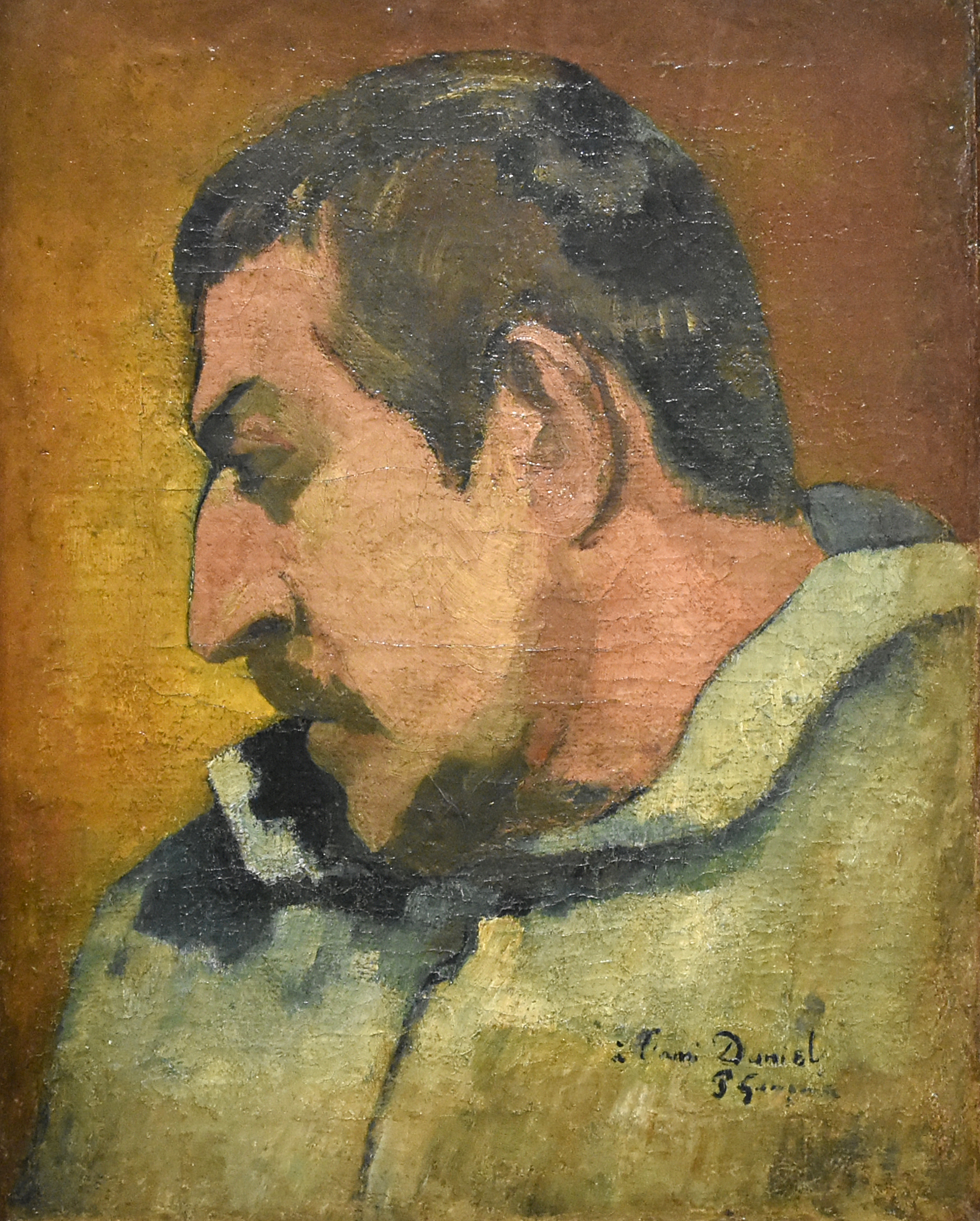
Zelfportret Paul Gauguin
Bal du moulin de la Galette 1876 Pierre-Auguste Renoir
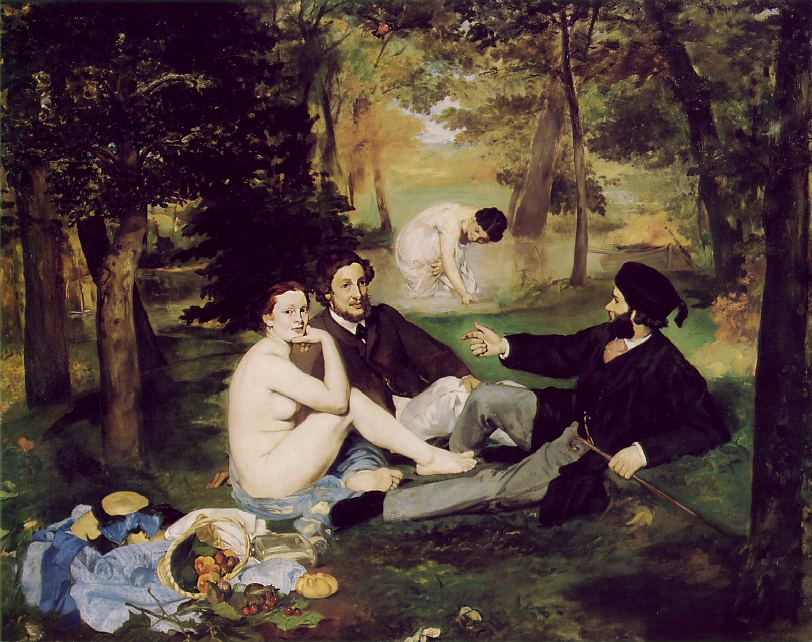
Le déjeuner sur l'herbe (De lunch op het gras) 1862-3 Édouard Manet
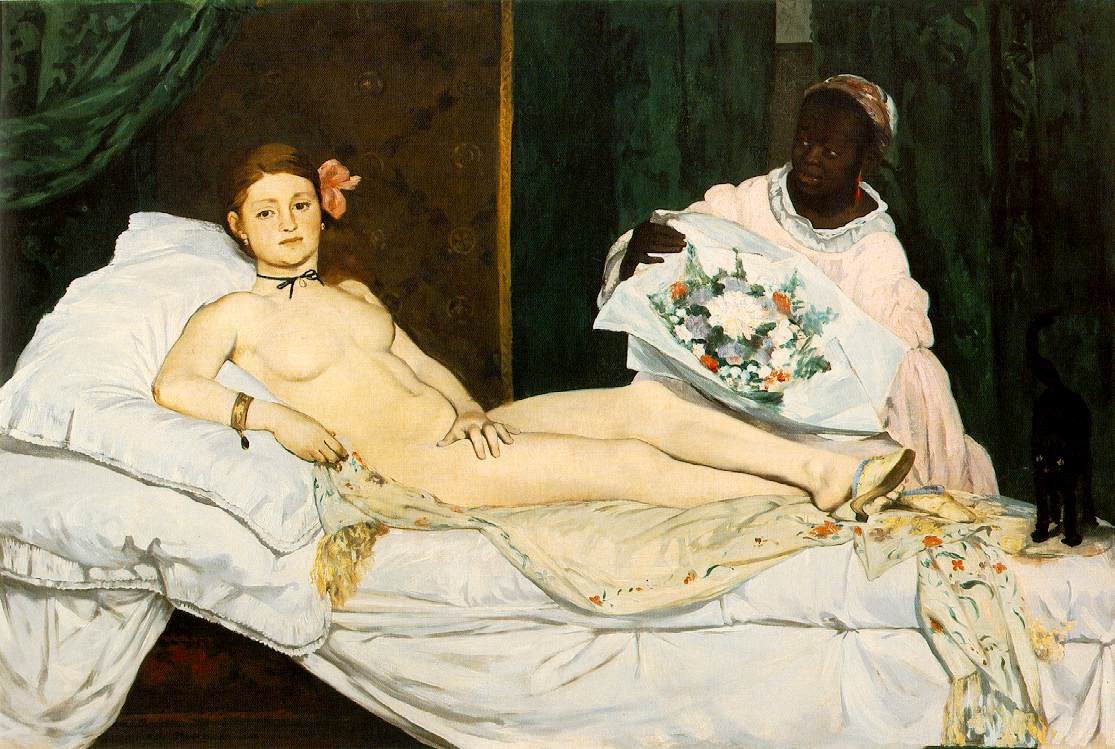
Olympia 1863 Édouard Manet
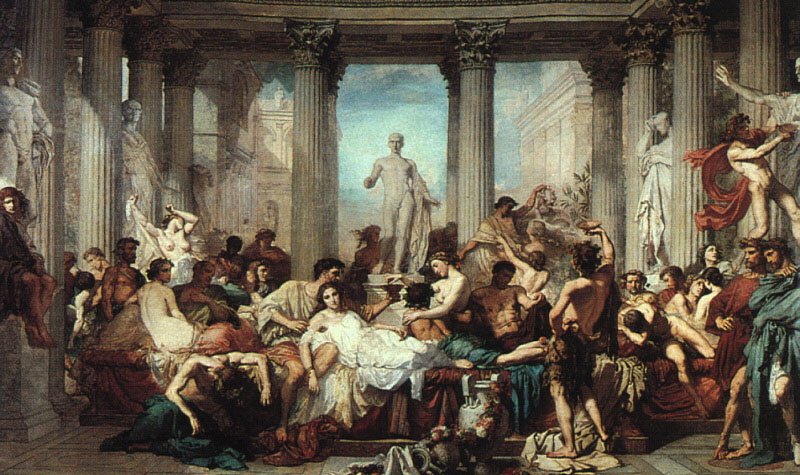
Les Romaines de la Decadence 1847 Thomas Couture
Arrangement in Gray and Black, No. 1 1871 James McNeill Whistler